# Hoko červenolaločnatý
Hoko červenolaločnatý (Crax blumenbachii) je hrabavý pták z čeledi hokovitých, který se vyskytuje v Atlantickém lese v jihovýchodní Brazílii. Následkem dramatického úbytku biotopu (více než 90 % Atlantického lesa bylo vykáceno) a neutuchajího lovu se jedná o ohrožený druh na pokraji vyhynutí.

## Systematika a rozšíření
Druh poprvé popsal Johann Baptist von Spix v roce 1825. Jedná se o monotypický taxon (tzn. netvoří žádné poddruhy).

Vybraná dobová zobrazení
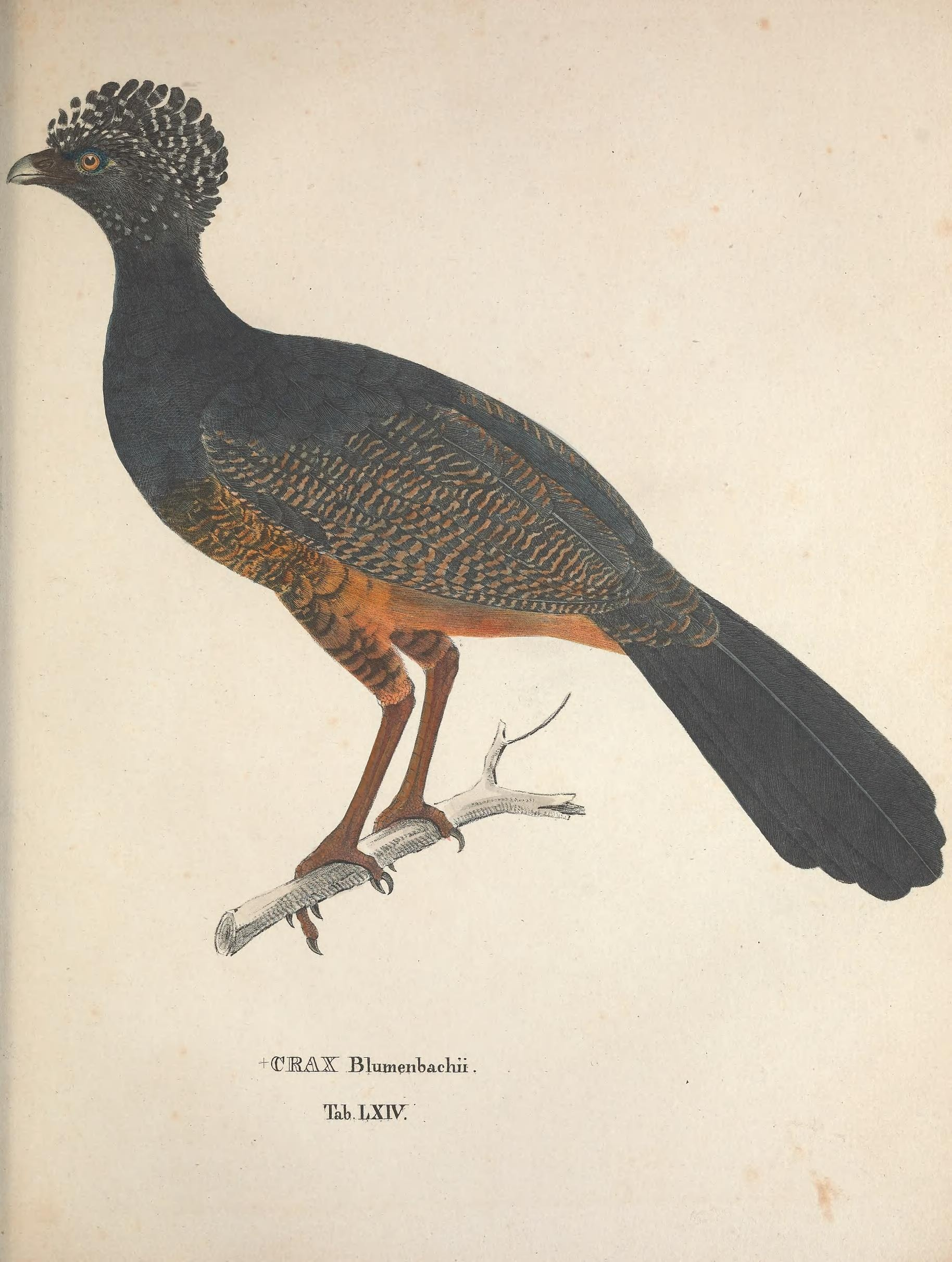
1824-1825
Iconographia Zoologica

## Popis
Jedná se o velké ptáky s délkou těla sahající k 82–92 cm. Opeření samce je převážně leskle černé, pouze podocasní krovky jsou bílé. Výrazná je černá kudrnatá chocholka. Kořen zobáku je pokryt sytě červenými či oranžovočervenými lalokovitými baňkovitými útvary. Nohy jsou černé. Opeření samice je většinou černé, avšak její hruď má bílé proužkování, křídla jsou červenohnědá s černým flekováním a podocasní krovky červenohnědé až okrové. Samice postrádá červené lalokovité útvary na zobáku. Chocholka samic je menší než u samců. Samčí nohy jsou narůžovělé.

## Biologie

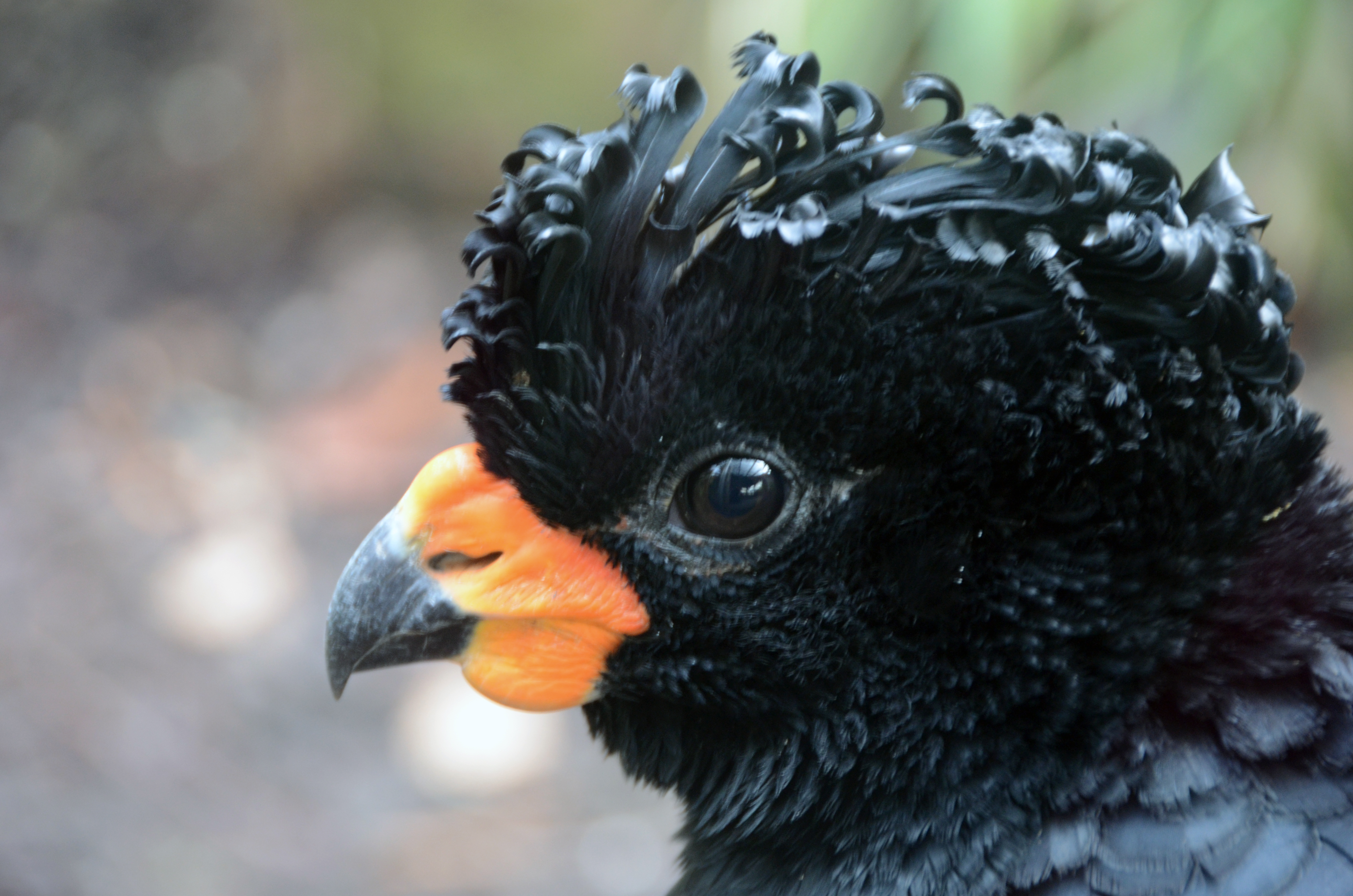
Detail ozobí samce

Vyskytuje se v nížinatých oblastech v Atlantickém lese v jihovýchodní Brazílii. Většinou se vyskytuje v páru, občas v malých hejnech do 4 jedinců (patrně pár a jejich potomci). Živí se ovocem, semeny a členovci.
Jedná se patrně o polygamní druh. Je nicméně možné, že pozorovaná polygamie je důsledek tlaku lovců, kteří se zaměřují hlavně na samce, takže v některých populacích bývá mnohem více samic než samců. Samci vydávají dunivý nízkofrekvenční zvuk, který lze slyšet hlavně v době námluv v září a říjnu. Hnízdo z větviček bývá umístěno ve stromoví cca 2–6 metrů nad zemí. Typická snůška tvoří 1–4, nejčastěji 2 vejce. Mláďata se klubou v listopadu a prosinci.

## Status
Druh zaznamenal dramatický pokles početnosti následkem drastického úbytku svého biotopu (podle odhadů zbývá z Atlantského lesa méně než 7 %) a lovu místními obyvateli. Celkový počet jedinců se k roku 2016 odhadoval na pouhých 250. Mezinárodní svaz ochrany přírody druh vede jako ohrožený, nicméně dodává, že hoko červenolaločnatý je jen krůček od hodnocení jako kriticky ohrožený.